# 杨嘉仁
杨嘉仁（1912年10月28日—1966年9月6日），中國音樂指揮家，原籍广东省中山县，在南京出生。1956年任上海音乐学院指挥系主任，文化大革命期间受到迫害，于1966年9月6日与妻子程卓如开煤气自杀。
代表作品有：《曲式学大纲》、合唱曲《半个月亮爬上来》等。

## 主要成就
他经常作为特邀指挥与中央乐团、上海交响乐团等合作演出。
1953年，第三届世界青年联欢节，他指挥自己改编的民歌无伴奏合唱曲《半个月亮爬上来》，获合唱银质奖章。1957年9月，被邀请为第六届世界青年联欢节国际艺术竞赛评委会评委。